# Анимизам
Анимизам (од латинске речи: anima, 'дах, дух, живот') веровање је да све поседује душу или дух, укључујући животиње, биљке, стене, планине, реке и звезде а неживе ствари поседују менталне процене сличне онима које се одигравају у људском бићу. Заступници анимизма верују да свака анима поседује моћан дух који може да им помогне или их повреди и да их треба обожавати или их се плашити или на неки начин признати. Анимизам је примитивна религија чији су следбеници хиљадама година приписивали божанске особине животињама, звездама и идолима било које врсте и практиковали су спиритизам, враџбине, гатање и астрологију. Они користе магију, чини, очаравање, празноверје, амајлије, талисмане, чаролије или било шта за шта верују да ће им помоћи да се заштите од злих духова и да умире добре духове. Елементи анимизма присутни су у многим религијама укључујући хиндуизам, мормонизам и култове Новог доба. Психоаналитичари сматрају да се овај начин мишљења јавља код детета које не разликује субјективно од објективног. То је склоност деце да неживим стварима и објективним појавама придају особине живих створова и субјективне доживљаје. Такође, анимизам је веровање у постојање духова који су одвојиви од тела. Традиционално се приписује малим, примитивним друштвима, иако су присутни и у главним светским религијама. Према Тејлору, класичан анимизам се састоји од приписивања свесног живота природним предметима или појавама. Потенцијално, анимизам перципира све ствари – животиње, биљке, стене, реке, временске системе, рад људских руку, а можда чак и речи – као анимиране и живе. Анимизам се користи у антропологији религије као термин за систем веровања многих аутохтоних народа, посебно за разлику од релативно новијег развоја организованих религија.
Иако свака култура има своје различите митологије и ритуале, каже се да анимизам описује најчешћу, темељну нит „духовних“ или „натприродних“ перспектива домородачких народа. Анимистичка перспектива је толико распрострањена и инхерентна већини аутохтоних народа да они често немају чак ни реч на својим језицима која одговара „анимизму“ (или чак „религији“); тај термин је антрополошка конструкција.
У великој мери због оваквих етнолингвистичких и културних неслагања, мишљења су се разликовала о томе да ли се анимизам односи на начин искуства предака који је заједнички аутохтоним народима широм света, или на пуноправну религију саму по себи. Тренутно прихваћену дефиницију анимизма тек је крајем 19. века (1871) развио сер Едвард Тајлор. То је „један од најранијих концепата антропологије, ако не и први“.
Анимизам обухвата веровања да све материјалне појаве имају дејство, да не постоји категоричка разлика између духовног и физичког (или материјалног) света и да душа или дух или осећај постоје не само у људима већ и у другим животињама, биљкама, стенама, географским карактеристике као што су планине или реке или други ентитети природног окружења: водени духови, божанства вегетације, духови дрвећа, итд. Анимизам може даље приписати животну снагу апстрактним концептима као што су речи, права имена или метафоре у митологији. Неки припадници неплеменског света такође себе сматрају анимистима (као што су аутор Данијел Квин, вајар Лосон Ојекан и многи савремени пагани). Библија строго забрањује праксе анимиста. „Човек или жена који имају у себи дух неког мртваца, или дух погађачки, биће кажњени смрћу; каменоваће се: крв ће њихова на њих пасти" (Књига Левита 20:27). Праксе анимизма отварају врата демонима да уђу у животе људи. Библија строго осуђује оне који то практикују (Поновљени закон 18; Књига Левита 20; Исаија 47). Шинтоизам садржи елементе анимизма.

## Етимологија
Сер Едвард Тајлор је првобитно желео да опише овај феномен као спиритуализам, али је схватио да би то изазвало забуну са модерном религијом спиритуализма, која је тада била распрострањена у западним земљама. Он је усвојио термин анимизам из списа немачког научника Георга Ернста Штала, који је развио термин animismus 1708. године као биолошку теорију да душе чине витални принцип и да нормални феномени живота и абнормални феномени болести могу бити праћени духовним узроцима.
Прва позната употреба на енглеском појавила се 1819.

## Дефиниције „старог анимизма“
Раније антрополошке перспективе, које су од тада називане старим анимизмом, бавиле су се знањем о томе шта је живо и који фактори чине нешто живим. Стари анимизам је претпостављао да су анимисти појединци који нису у стању да разумеју разлику између особа и ствари. Критичари старог анимизма оптужују га за очување „колонијалистичких и дуалистичких погледа на свет и реторике“.

### Едвард Тајлорова дефиниција
Идеју о анимизму развио је антрополог sер Едвард Тајлор кроз своју књигу Примитивна култура из 1871. године у којој ју је дефинисао као „општу доктрину душа и других духовних бића уопште“. Према Тајлору, анимизам често укључује „идеју о прожимању живота и воље у природи;“ веровање да природни објекти осим људи имају душу. Ова формулација се мало разликовала од оне коју је Огист Конт предложио као „фетишизам“, али термини сада имају различита значења.
За Тајлора, анимизам је представљао најранији облик религије, будући да се налази унутар еволуционог оквира религије који се развијао у фазама и који ће на крају довести до тога да човечанство потпуно одбаци религију у корист научне рационалности. Тако је за Тајлора анимизам био у основи виђен као грешка, базна грешка из које је израсла сва религија. Он није веровао да је анимизам инхерентно нелогичан, али је сугерисао да је настао из снова и визија раних људи и да је стога био рационалан систем. Међутим, заснован је на погрешним, ненаучним запажањима о природи стварности. Стрингер напомиње да га је његово читање Примитивне културе навело да верује да је Тајлор био много саосећајнији у односу на „примитивно“ становништво од многих његових савременика и да Тајлор није изразио уверење да постоји било каква разлика између интелектуалних способности „дивљих“ људи и западњака.
Идеју да је некада постојао „један универзални облик примитивне религије“ (било да је означен као анимизам, тотемизам или шаманизам) археолог Тимоти Инсол је одбацио као „несофистицирану“ и „погрешну“. Он је тврдио да „она уклања сложеност, а предуслов религије сада, у свим њеним варијантама“.

### Друштвене еволуционистичке концепције
Тајлорова дефиниција анимизма била је део растуће међународне дебате о природи „примитивног друштва“ коју воде правници, теолози и филолози. Дебата је дефинисала област истраживања нове науке: антропологију. До краја 19. века појавила се ортодоксија о „примитивном друштву“, али мало антрополога би још увек прихватило ту дефиницију. „Антрополози из фотеље из 19. века“ су тврдили да је „примитивно друштво“ (еволуциона категорија) уређено по сродству и подељено на групе егзогамног порекла повезане низом размена бракова. Њихова религија је био анимизам, веровање да природне врсте и предмети имају душу.